# Andreas Wank
Andreas Wank (n. 18 februarie 1988, Halle (Saale), RDG) este un student ce a reprezentat Germania, medaliat olimpic. A participat la 2 ediții ale Jocurilor Olimpice (2010, 2014) în care a câștigat o medalie de aur și o medalie de argint.